# Caborde de Velotte
La caborde de Velotte est une cabane en pierre sèche, utilisée autrefois par les vignerons. Elle se situe à Besançon, dans le département français du Doubs.

## Localisation et histoire
Les cabanes de vigne, sont appelées localement cabordes. Celle-ci est située dans le quartier de Velotte, au niveau du n°36 du chemin de l'Œillet, sur le versant sud-est de la colline de Rosemont
Le bâtiment  est inscrit aux monuments historiques depuis le 13 novembre 1980.  Il a été restauré en 2015.
Sa fiche Mérimée indique, comme campagne principale de construction, les XVIIe et XVIIIe siècles. 
En continuant le chemin de l'Œillet sur 330 m, on découvre, près d'une mare, une seconde caborde restaurée en 2017.

## Architecture
Construction circulaire, en pierre sèche, avec voûte encorbellée.

## Galerie

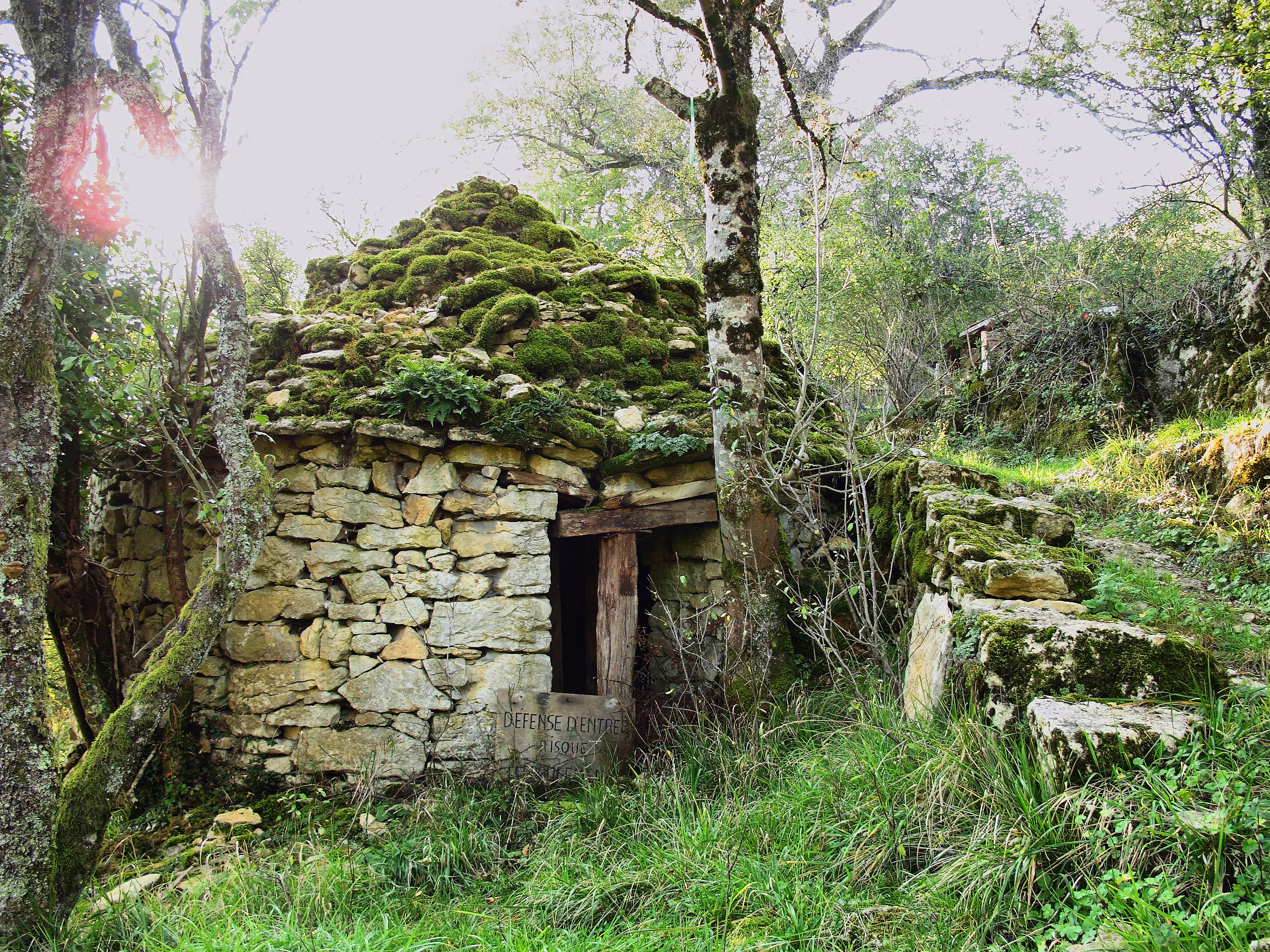
Caborde de Velotte, en 2011
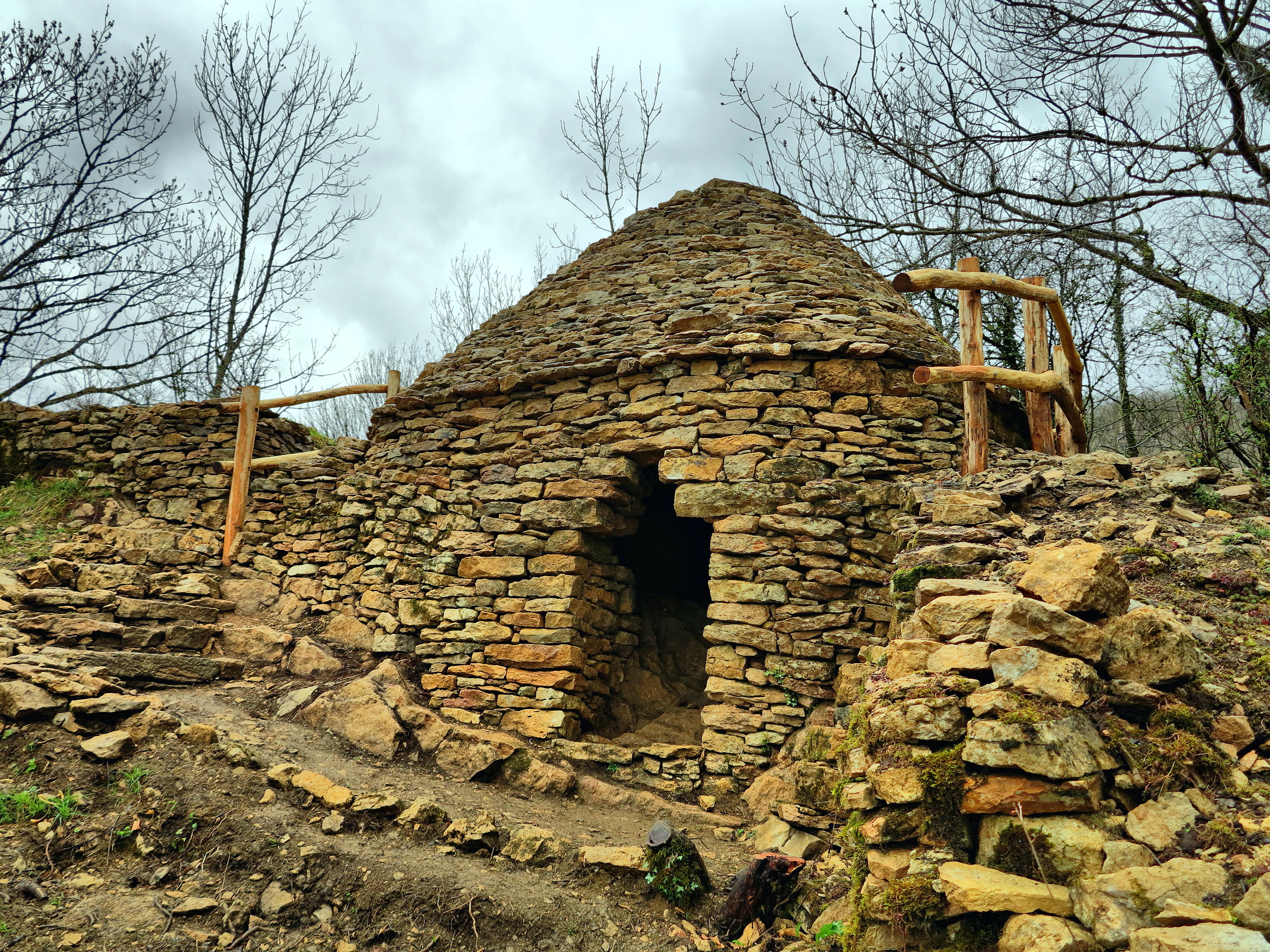
Seconde caborde restaurée